# Huey Emmerich
Huey Emmerich è un personaggio della serie di videogiochi Metal Gear ideata da Hideo Kojima. Compare principalmente in due titoli della saga, Metal Gear Solid: Peace Walker e Metal Gear Solid V: The Phantom Pain, ma le sue vicende sono narrate anche in altri capitoli della serie.

## Biografia
(Huey in Metal Gear Solid: Peace Walker)
Huey è menzionato già nel primo Metal Gear Solid (1998), quando Otacon incontra per la prima volta Solid Snake e gli racconta, a proposito della «maledizione delle armi nucleari» che grava su «tre generazioni di Emmerich», che suo padre è nato il 6 agosto 1945, data del bombardamento atomico su Hiroshima.
In Metal Gear Solid 2: Sons of Liberty (2001) il Colonnello spiega via codec a Raiden che lo scienziato ebbe una seconda moglie, il cui cognome era Danziger, dalla quale divorziò. La Danziger aveva avuto da un altro uomo una figlia, Emma, che all'età di sei anni, dopo il divorzio della madre dal patrigno, ebbe insieme a lui un incidente in piscina. Emma riuscì a salvarsi, mentre Huey annegò, in un periodo in cui Otacon, che viveva con loro due, si era allontanato di casa. Dopo la morte della sorellastra Emma – che, pur non essendo sua consanguinea, cercava in tutti i modi di assomigliargli – Otacon le chiede perdono dicendo:
Huey, avendo infatti una personalità a tratti sociopatica, trascinò quasi con sé la figliastra Emma nel proprio suicidio.
In Metal Gear Solid 3: Snake Eater (2004), ambientato oltre quarant'anni prima, Naked Snake incontra lo scienziato sovietico Granin, che ha ideato un carro armato "bipede" (cioè dotato di gambe meccaniche) per il lancio di missili nucleari, di cui sta inviando il progetto a un amico statunitense, che in base a una foto e ad altri dettagli si desume essere il padre di Huey. Nell'Archivio missioni di Metal Gear Solid: Peace Walker (2010), difatti, Huey ammette di aver progettato la prima arma "Metal Gear" sfruttando le idee di Granin. Quando incontra Naked Snake, ora chiamato "Big Boss", gli spiega che vorrebbe abbandonare la scienza perché le sue ricerche sono finite in cattive mani e perciò si considera «a metà strada per l'inferno», tuttavia Big Boss lo invita a «rallentare» per unirsi ad Outer Heaven, ed egli entra così nell'entourage di Big Boss.
In Peace Walker, Huey è costretto su una sedia a rotelle, essendo nato con una menomazione congenita dopo che suo padre ha partecipato come luminare al progetto Manhattan. Alla Mother Base dei Caraibi, cioè nella prima sede di Outer Heaven, Huey reincontra la scienziata Strangelove, con cui aveva già lavorato in passato restandone invaghito senza però essere ricambiato. Nell'Archivio missioni Strangelove spiega di essere stata proprio lei ad affibbiargli il soprannome "Huey" (che quindi non è il suo vero nome), traendo ispirazione dall'omonimo drone del film 2002: la seconda odissea, in quanto ella lo considera un uomo privo di carattere. Egli, però, ha accettato di buon grado tale nomignolo, facendo così calare ulteriormente la stima di Strangelove per lui, anche se poi nel finale ella inizia a ricambiare i suoi sentimenti.
In Metal Gear Solid V: Ground Zeroes (2014) Huey fa sì che la Mother Base subisca un'ispezione per appurare che in essa non siano celate armi nucleari; in effetti essa nasconde tali armi ma Huey afferma che non potranno essere trovate. L'ispezione, comunque, si rivela uno stratagemma della XOF, l'organizzazione di Skull Face, per distruggere la Mother Base, cosa che difatti accade.
In The Phantom Pain (2015), ambientato nove anni dopo, Huey lavora per la XOF, e cammina grazie a due gambe meccaniche. Rintracciatolo, Venom Snake lo porta di peso alla nuova Mother Base, presso le Seychelles, per farlo interrogare. Huey viene sottoposto a severi interrogatori, in cui rivela vari dettagli sul nuovo Metal Gear che ha progettato per Skull Face, il "Sahelanthropus", cercando di convincere Snake e i suoi che non li aveva traditi. Al termine del primo capitolo è Huey a dare il colpo di grazia a Skull Face, tuttavia i sospetti su di lui non svaniscono, anzi vanno crescendo dopo nuove disgrazie che avvengono alla Mother Base, e su di lui si aggiunge il sospetto che sia stato responsabile della morte di Strangelove, dopo che questa aveva messo al mondo suo figlio Hal. Quando tutti alla Mother Base vorrebbero linciarlo, Snake ordina di lasciarlo partire su una scialuppa, pur ammettendo che è un «nemico», ma Huey gli urla contro delle rimostranze – come già aveva fatto poco prima, dopo la seconda epidemia occorsa alla Mother Base – anziché ringraziarlo.